# Gamsberg (Ostschweiz)
Der Gamsberg ist ein Berg in der Ostschweiz mit einer Höhe von 2385 m ü. M.
Von den Einheimischen wird er auch Gemsler genannt. Er ist der höchste Punkt des Massivs zwischen Walensee und Toggenburg und damit auch der politischen Gemeinde Grabs im Kanton St. Gallen.
Der Gamsberg hat einen markanten, 500 Meter langen, in etwa horizontal verlaufenden Gipfelgrat. Dadurch wirkt er von Norden und Süden betrachtet massig und breit. Die Flanken sind steil, teils zerklüftet und haben wenig Vegetation. Dadurch wirkt er rau, schroff und abweisend. Der lange, horizontale Gipfelgrat sowie die Steilheit nach allen Seiten unterscheiden ihn von den Bergen in der Umgebung.

## Routen zum Gipfel
Er wird selten bestiegen. Der Normalweg führt über eine doppelspurige Rinne ("Eisenbahngleis") nahe dem Ostgrat. Des Weiteren gibt es eine Route durch die Nordflanke, eine durch die Südflanke sowie zwei von Westen auf den Gipfel. Es führt kein markierter Wanderweg auf den Gamsberg und bei der Besteigung ist auf allen Routen Kletterei erforderlich.

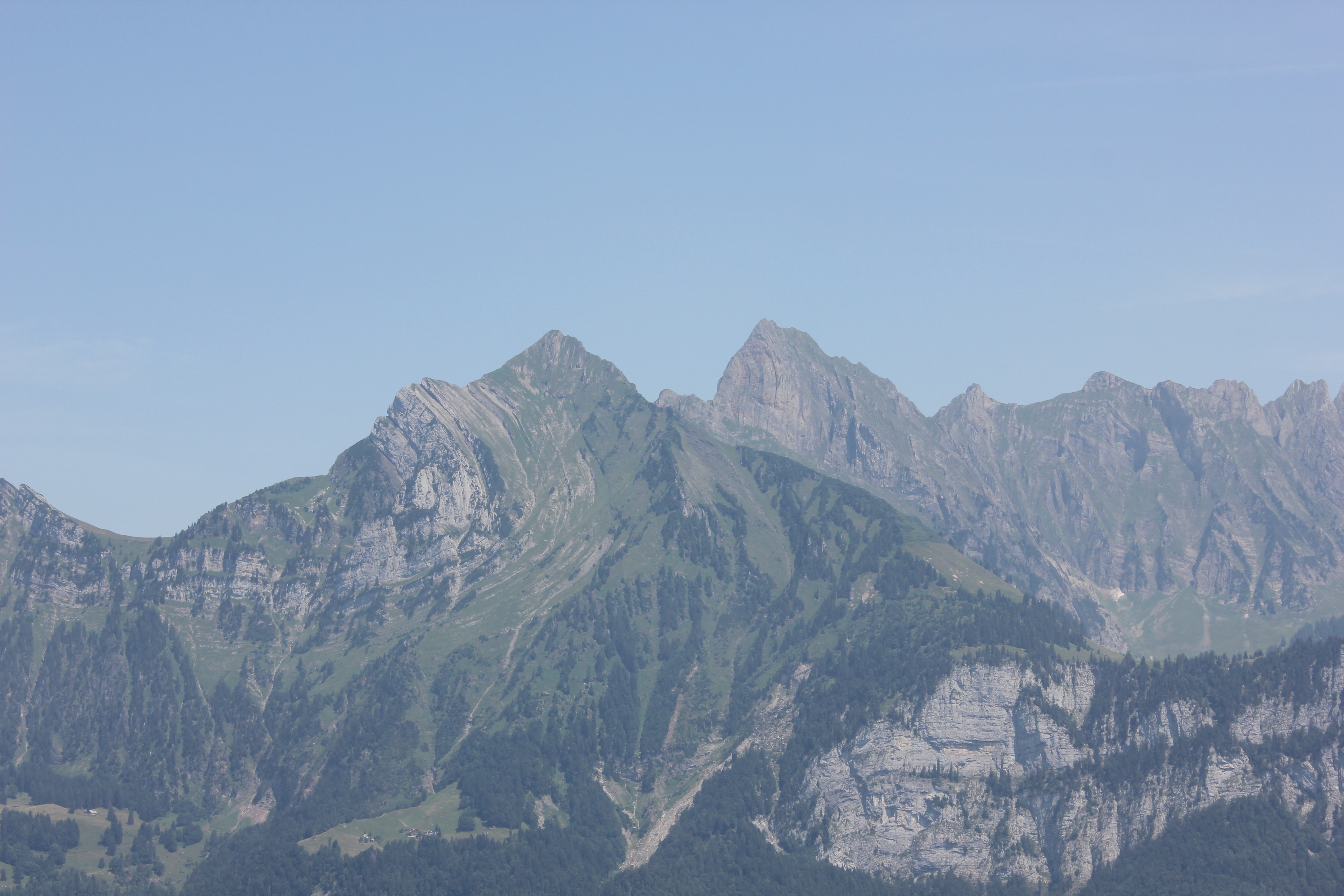
Gamsberg, links daneben Sichelchamm, von den Flumserbergen aus gesehen.